# Giovanni Caboto
‎
Giovanni Caboto, italijansko-angleški pomorščak in raziskovalec, * okoli 1445, Gaeta, Neapeljsko kraljestvo (danes Italija), † okoli 1499, severni Atlantik, morda Grenlandija .
Cabotu običajno pripisujejo čast prvega sodobnega evropskega odkritelja severnoameriške celine, kar je dosegel leta 1497.

## Življenjepis
Njegov rojstni datum in kraj rojstva v Italiji sta neznana, najverjetneje pa se je rodil okrog leta 1450 v Gaeti. V mladosti se je preselil v Benetke in postal tamkajšnji meščan.

### Potovanja
Kot drugi italijanski raziskovalci njegovega obdobja, denimo Krištof Kolumb, tudi Cabot ni plul pod zastavo svoje domovine, temveč je odkrival za Anglijo. Potovanje, na katerem je s svojo posadko prvi od Evropejcev po Vikingih dosegel Severno Ameriko, je izvedel leta 1497, 5 let po Kolumbovemu odkritju Karibov. Tako kot slednji je tudi Cabot nameraval odkriti zahodno morsko pot do Azije.
Verjetno ga je prav Kolumbovo odkritje »Indij« spodbudilo, da se je tudi sam odločil poiskati lastno pot na Zahod. S svojimi načrti je odšel v Anglijo, ker je napačno domnneval, da so dragocene začimbe in dišave prihajale iz Severne Azije. Ker je stopinja zemljepisne dolžine na višji zemljepisni širini krajša, je menil, da bo tudi potovanje iz Zahodne Evrope proti Aziji krajše na višjih zemljepisnih širinah.
Angleški kralj Henrik VII. ga je na pot poslal s 

»... polnimi in prostimi pravicami, dovoljenji in močjo, da pluje na vse kraje, dežele in morja Vzhoda, Zahoda in Severa pod našimi praporji in znamenji s petimi ladjami ... in s toliko mornarji ali možmi, kot jih bodo imeli v ladjah, pri primernih stroških in izdatkih zanje, da poišče, odkrije in najde katerekoli otoke, dežele, območja ali province poganov in nevernikov, kakršnekoli že bodo in v kateremkoli delu sveta, pred tem časom neznanim vsem kristjanom.«
Cabot je, da bi se pripravil na to potovanje, odšel v Bristol, ki je bil tedaj drugo največje morske pristanišče na Angleškem. Od leta 1480 naprej je na Atlantik odplulo nekaj odprav, ki so iskale Hibrazilijo, otok, ki naj bi po keltskih legendah ležal nekje v oceanu. Nekateri menijo, da je bila na enem od teh potovanj odkrita Nova Fundlandija. 
Leta 1496 je Cabot z eno ladjo odplul iz Bristola. Ni prišel dalj kot do Islandije, saj se je bil zavoljo nesporazumov s posadko prisiljen vrniti. Na drugo potovanje se je Cabot zopet odpravil le z enim plovilom, majhno petdesettonsko ladjo Matthew (Matej), ki pa je bila zato hitra in okretna. Posadko je sestavljalo le 18 mornarjev. Odplul je bodisi 2. ali 20. maja 1497 in se najprej napotil proti Dursey Headu na Irskem, od koder je zajadral proti zahodu, prepričan, da plove proti Aziji. Na novofundlandski obali je pristal 24. junija 1497, vendar točno mesto njegovega pristanka ni natančno znano. Izkrcal se je, da bi ozemlje zavzel v britanskem imenu, nato pa nekaj časa še raziskoval obalo in se najverjetneje 20. julija odpravil proti domu. Med vračanjem so nekateri mornarji menili, da plovejo preveč severno, zato je Cabot ladjo usmeril južneje, kar je povzročilo, da so namesto v Angliji pristali v Bretanji. 6. avgusta se je vrnil nazaj v Bristol.
Natančno mesto Cabotovega prvega pristanka je še vedno nejasno, saj primanjkuje dokazov. Mnogo strokovnjakov meni, da je pristal na novofundlandskem rtu Bonavista, drugi pa pristanek postavljajo na Otok pri rtu Breton, na obalo Nove Škotske, Labradorja ali Maina. Njegovi možje so bili za Vikingi prvi Evropejci na ameriški celini, saj Krištof Kolumb na celino ni stopil do svojega tretjega potovanja leta 1498. Pisma, ki govore o potovanju Ameriga Vespuccija v letu 1497, pa so po splošnem prepričanju ponaredki.
V Angliji so Cabota nagradili z 10 funti, izdali pa so mu tudi patent za novo potovanje. Kasneje je prejel rento, ki mu je prinašala 20 funtov mesečno. Naslednjega leta, 1498, je Cabot ponovno odplul, tokrat z Irske in s petimi ladjami. Odpluli so in z izjemo ene ladje o Cabotu in njegovi odpravi ni bilo slišati ničesar več.

## Zapuščina
Njegov sin Sebastian Cabot je kasneje (1508) v iskanju Severozahodnega prehoda prav tako obiskal Severno Ameriko. Poleg tega je želel ponoviti tudi Magellanovo obplutje sveta, žal pa se je njegova pot zaključila med iskalci srebra v Rio la de Plati (1525-1528)
Med letoma 1498 in 1500 sta dva slovita portugalska popotnika, Miguel in Gaspar Corte-Real obiskala Grenlandijo, Labrador in Novo Fundlandijo. Med letoma 1501 in 1505 so pripadniki angleške trgovske zveze, ki so jo sestavljale tri azorske in dve angleški trgovini, večkrat potovala na Novo Fundlandijo. Od leta 1504, če ne prej, so bretonski, baskovski, portugalski in angleški ribiči že prečkali ocean, da bi lovili ribe na Novofundlandski plitvini.
Na Cabota v Bristolu spominja 30-metrski Cabotov stolp (Cabot Tower), zgrajen iz peščenjaka. Zgradili so ga leta 1897, na štiristoto obletinco Cabotovega pristanka, leži pa na Brandon Hillu v bližini mestnega središča. Poleg tega je v mestu tudi posnetek Matthewa in kip njegovega poveljnika.